# Stigmoplusia acalypta
Stigmoplusia acalypta là một loài bướm đêm trong họ Noctuidae.